# Storesjön
Storesjön är en sjö i Nässjö kommun i Småland och ingår i Emåns huvudavrinningsområde. Sjön är 14,5 meter djup, har en yta på 5,05 kvadratkilometer och befinner sig 285 meter över havet. Sjön avvattnas av vattendraget Emån. Vid provfiske har bland annat abborre, gädda, mört och sik fångats i sjön.
Storesjön ligger utanför samhället Bodafors i Småland. Sjön är även känd för att Södra stambanan genomklyver den och järnvägen har gjort så allt sedan banan byggdes på 1860-talet. Banan går huvudsakligen på en bank med öppningar vilket delar sjön i Storesjön och Lillesjön. Sjön har varit större tidigare men 1800-talets järnvägsbyggen och utdikningar för att vinna åkermark har gjort att den har krympt.

## Delavrinningsområde
Storesjön ingår i delavrinningsområde (638195-143172) som SMHI kallar för Utloppet av Storesjön. Delavrinningsområdets medelhöjd är 303 meter över havet och ytan är 31,34 kvadratkilometer. Det finns inga delavrinningsområden uppströms utan avrinningsområdet är högsta punkten. Emån som avvattnar delavrinningsområdets har biflödesordning 3, vilket innebär vattnet flödar genom totalt 3 vattendrag innan det når havet efter 208 kilometer. Delavrinningsområdet består mestadels av skog (55 %) och jordbruk (10 %). Avrinningsområdet har 5,16 kvadratkilometer vattenytor vilket ger det en sjöprocent på 16,2 %. Bebyggelsen i området täcker en yta av 0,43 kvadratkilometer eller 1 % av avrinningsområdet.

## Fisk
Vid provfiske har följande fisk fångats i sjön:
- Abborre
- Gädda
- Mört
- Sik
- Siklöja